# Anna Martuszewska
Anna Martuszewska z domu Gościcka (ur. 16 września 1932 w Ostrowi Mazowieckiej) – polska literaturoznawca, pracownik naukowy Uniwersytetu Gdańskiego.

## Życiorys
W 1945 roku A. Martuszewska zamieszkała w Gdańsku. W 1950 r. zadała maturę w II Liceum Ogólnokształcącym Gdańsku. W 1953 roku ukończyła pierwszy stopień studiów polonistycznych w Wyższej Szkole Pedagogicznej w Gdańsku. Dwa lata później uzyskała tytuł magistra filologii polskiej na Uniwersytecie Wrocławskim.
Po ukończeniu studiów Anna Martuszewska została zatrudniona na stanowisku asystenta w Katedrze Nauk Społecznych Uniwersytetu Wrocławskiego. W latach 1961–1962 podjęła pracę w wydawnictwie Wyższej Szkoły Marynarki Wojennej w Gdyni. Przez kolejne 6 lat była bibliotekarzem Studium Nauczycielskiego w Gdańsku-Oliwie. W 1968 roku obroniła doktorat w gdańskiej Wyższej Szkole Pedagogicznej. W latach 1968–1970 pracowała na stanowisku adiunkta w Wyższym Studium Nauczycielskim w Gdańsku, a następnie po fuzji WSN z Uniwersytetem Gdańskim została zatrudniona w Zakładzie Teorii Literatury w Instytucie Filologii Polskiej UG. W 1976 roku uzyskała stopień naukowy doktora habilitowanego na Uniwersytecie Jagiellońskim. W 1990 r. podniesiono ją do rangi profesora, a w 1998 r. została profesorem zwyczajnym.
W latach 1978–1981 i 1984–1986 zajmowała stanowisko wicedyrektora Instytutu Filologii Polskiej, a w latach 1981–1984 pełniła funkcję prodziekana Wydziału Filologiczno-Historycznego Uniwersytetu Gdańskiego. Przez 2 lata (1997-1999) kierowała Filologicznym Studium Doktoranckim. W latach 1979–2002 pełniła funkcję kierownik Zakładu Teorii Literatury Instytutu Filologii Polskiej UG. W 2002 roku prof. Anna Martuszewska przeszła na emeryturę.
Do jej głównych zainteresowań należy proza XIX wieku, w szczególności twórczość Bolesława Prusa, a także literatura popularna i teoria literackich światów możliwych. Wypromowała 8 doktoratów. Zrecenzowała 9 dysertacji doktorskich i 3 habilitacyjne.
W 1980 roku literaturoznawczynię odznaczono Złotym Krzyżem Zasługi, a w 1985 r. Krzyżem Kawalerskim Orderu Odrodzenia Polski.

## Wybrane publikacje
- Pozycja narratora w powieściach tendencyjnych Elizy Orzeszkowej (1970)[5];
- Poetyka polskiej powieści dojrzałego realizmu (1977)[6];
- Autor, podmiot literacki, bohater: studia / pod red. Anny Martuszewskiej i Janusza Sławińskiego (1983)[7];
- Opis jako uporządkowanie naddane narracji (1993)[8];
- Trylogia Henryka Sienkiewicza (1994)[9];
- Fantastyka, fantastyczność, fantazmaty / pod red. Anny Martuszewskiej (1994)[10];
- Mimesis w świetle teorii światów możliwych (1996)[11];
- Pozytywistyczne parabole (1997)[12];
- „Ta trzecia”: problemy literatury popularnej (1997)[13]